# بزوتزو
بزوتزو (به ایتالیایی: Besozzo) یک کومونه در ایتالیا است که در استان وارزه واقع شده‌است.

## خصوصیات
بزوتزو ۱۳ کیلومترمربع مساحت و ۸٬۷۹۳ نفر جمعیت دارد.